# Borgward-Automobil-Museum
Das Borgward-Automobil-Museum für Oldtimer in Neuwied war das erste Automuseum in Rheinland-Pfalz.

## Geschichte
Heinz Schramm begann Anfang der 1970er Jahre mit dem Sammeln von Fahrzeugen des Borgward-Konzerns. Er gründete das Museum am 10. November 1975. An diesem Tag hätte Carl F. W. Borgward seinen 85. Geburtstag gefeiert. 1976 hieß es, von April bis Oktober sei das Museum an zwei Wochenenden pro Monat geöffnet. 1982 wurde das mit „im Sommer“ umschrieben. 1990 wurde die Ausstellung als Borgward-Sammlung bezeichnet, die nur noch mit Termin geöffnet sei.
1996 schloss das Museum. Einige Fahrzeuge wurden verkauft, unter anderen an die Borgward-Sammlung Würnschimmel Wien. Nach dem Tod von Heinz Schramm im März 2016 wurden die letzten Fahrzeuge verkauft.

## Ausstellungsgegenstände

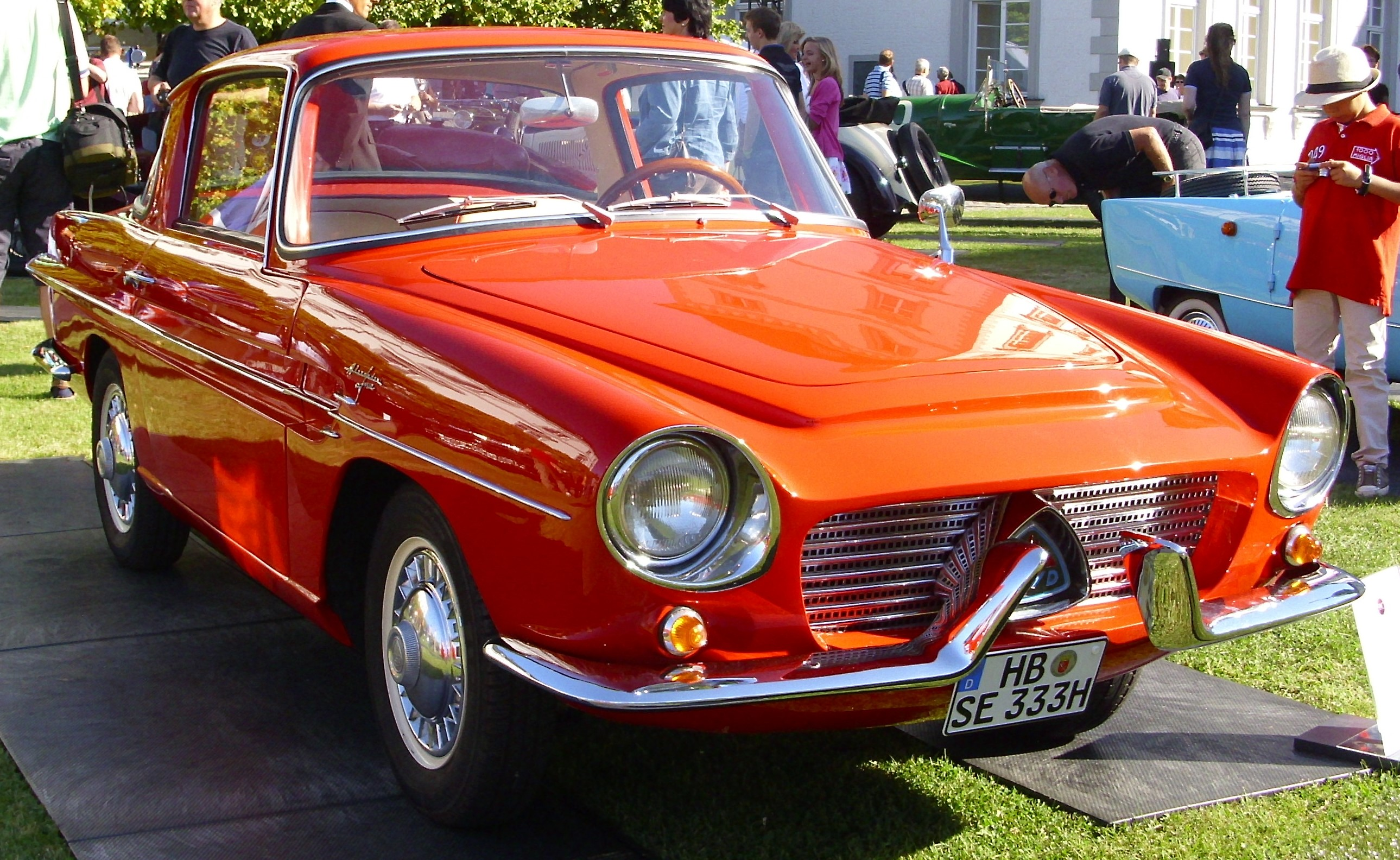
Eines der Ausstellungsstücke war dieser Lloyd Alexander Frua von 1959

Etwa 60 Fahrzeuge der Marken Borgward, Lloyd, Goliath, Hansa und Hansa-Lloyd waren ausgestellt.
An einzelnen Modellen sind ein Hansa-Lloyd von 1919, Hansa 1100 von 1936 und 1939, Hansa 1700 von 1937, Goliath Pionier von 1931, Goliath GP 1100, Borgward Isabella und ein seltener Lloyd Alexander Frua bekannt. Letzteres wurde auch 1983 in einem Bericht in der Automobil- und Motorrad-Chronik bestätigt. Außerdem war ein Borgward P 100 ausgestellt.
Einzelne bekannte Fahrzeuge, von denen die ersten sechs aus der Sammlung von Erik Eckermann stammten:
- Lloyd LC 300 Coupé von 1952 ab Oktober 1974[4]
- Lloyd LT 500 von 1953 ab 1974[4]
- Borgward Hansa 1500 Kombi von 1952 ab Mai 1982[5]
- Borgward Hansa 1800 Diesel Limousine von 1953 ab Oktober 1974[5]
- Borgward Hansa 2400 von 1954 ab Februar 1977[7]
- Goliath GP 700 von 1951 von Oktober 1974 bis März 1996[8]
- Lloyd Alexander Frua von 1959, der 2012 auf dem Concours d’Elegance in Bensberg ausgestellt wurde[9]
- ein weiterer Lloyd Alexander Frua von 1959[9]